# U-709
| U-709                      | U-709                                                          | U-709                                                          |
| -------------------------- | -------------------------------------------------------------- | -------------------------------------------------------------- |
|                            |                                                                |                                                                |
|                            |                                                                |                                                                |
|                            |                                                                |                                                                |
| Під прапором               | Третій рейх                                                    | Третій рейх                                                    |
| Спуск на воду              | 12 травня 1942 року                                            | 12 травня 1942 року                                            |
| Виведений зі складу флоту  | 19 лютого 1944 року                                            | 19 лютого 1944 року                                            |
| Сучасний статус            | затоплений                                                     | затоплений                                                     |
| Проєкт                     |                                                                |                                                                |
| Тип ПЧ                     | Торпедний ДПЧ                                                  | Торпедний ДПЧ                                                  |
| Основні характеристики     |                                                                |                                                                |
| Швидкість (надводна)       | 17,7 вузлів                                                    | 17,7 вузлів                                                    |
| Швидкість (підводна)       | 7,6 вузлів                                                     | 7,6 вузлів                                                     |
| Робоча глибина занурення   | 100 м                                                          | 100 м                                                          |
| Гранична глибина занурення | 220 м                                                          | 220 м                                                          |
| Екіпаж                     | 52 осіб                                                        | 52 осіб                                                        |
| Розміри                    |                                                                |                                                                |
| Довжина найбільша (по КВЛ) | 67,1 м                                                         | 67,1 м                                                         |
| Ширина корпусу найб.       | 6,2 м                                                          | 6,2 м                                                          |
| Висота                     | 9,6 м                                                          | 9,6 м                                                          |
| Середня осадка (по КВЛ)    | 4,70 м                                                         | 4,70 м                                                         |
| Водотоннажність надводна   | 769 т                                                          | 769 т                                                          |
| Озброєння                  |                                                                |                                                                |
| Артилерія                  | одна палубна гармата калібру 88-мм, одна 20-мм зенітна гармата | одна палубна гармата калібру 88-мм, одна 20-мм зенітна гармата |
| Торпедно- мінне озброєння  | 4 носових і один кормовий ТА. 14 торпед або 26 мін             | 4 носових і один кормовий ТА. 14 торпед або 26 мін             |

U-709 — німецький підводний човен типу VIIC часів Другої світової війни.
Замовлення на будівництво човна було віддане 15 серпня 1940 року. Човен був закладений на верфі суднобудівної компанії «H C Stulcken Sohn» у місті Гамбург 5 травня 1941 року під заводським номером 773, спущений на воду 14 квітня 1942 року, 12 серпня 1942 року під командуванням оберлейтенанта Карл-Отто Вебера увійшов до складу 5-ї флотилії. Також за час служби входив до складу 9-ї флотилії.
Човен зробив 5 бойових походів, в якому не потопив і не пошкодив жодного судна.
Зник безвісті після 19 лютого 1944 року у Північній Атлантиці. Весь екіпаж у складі 52 осіб вважається загиблим.

## Командири корабля
- 12 серпня 1942 — 2 грудня 1943 — Карл-Отто Вебер
- 1 березня 1943 — 19 лютого 1944 — Рудольф Ітес